# Anthony Pereira
Anthony Pereira (* 9. April 1982 in Navelim, Goa) ist ein indischer Fußballspieler und ist Spieler im indischen Nationalteam.